# Sbarramento di Mules
Lo sbarramento di Mules (in tedesco Sperre Mauls) è uno sbarramento facente parte del XIV settore di copertura Isarco del Vallo alpino in Alto Adige, che si trova a sud del paese di Campo di Trens (ted. Freienfeld) tra i paesi di Fortezza e Vipiteno, in Alto Adige.

## Storia
Presso il paese di Mules, fino agli inizi del 1939 non era stato prevista alcuna ulteriore sistemazione difensiva, dato che si supponeva che le opere difensive appartenenti allo Sbarramento di Tenne-Novale e allo Sbarramento di Fortezza fossero più che sufficienti.
In un secondo momento ci si ripensò su, e si progettò una nuova sistemazione difensiva che si attaccava al II sistema; tale linea difensiva partiva dal passo Giovo (ted. Jaufenpass), passando per il Corno Bianco (ted. Weißhorn), il Picco della Croce (ted. Wilde Kreuzspitze) ed il Gran Pilastro (ted. Hochfeiler). Alla fine del 1939 si ebbero edificate 4 opere difensive in calcestruzzo ed una in caverna, che seguivano i dettami della Circolare 7000. Queste avevano il compito primario di sorvegliare la strada statale 12 del Brennero e la ferrovia del Brennero. In totale per queste 5 opere era previsto un armamento totale di 9 mitragliatrici e 3 pezzi anticarro.
Nel 1940, grazie alla nuova Circolare 15000, si decise per un aumento della linea difensiva, soprattutto laterale, in modo tale da impedire eventuali aggiramenti della linea difensiva, dalla Val di Dosso (ted. Eggertal), da Flanes (ted. Niederflans) e la risalita (attraverso la Val di Mules - Maulser Tal) al passo di Valles (ted. Valser Joch), dove tra l'altro era prevista la costruzione di una sistemazione campale. Tale nuova idea prevedeva quindi un totale di 45 opere difensive, oltre alla costruzione di ben 10 ricoveri in caverna per poter alloggiare i soldati. Nella realtà solamente 23 opere furono edificate (compresi 2 ricoveri in caverna), e solo 16 di queste furono ultimate anche negli allestimenti interni, 7 senza e le 2 opere previste per la difesa con artiglieria rimasero al livello di scavo:
- Opera 16: con un armamento totale previsto di 2 obici da 100/17, che puntavano verso quota 1307, a nord di Mules (ovvero dove si trova l'opera 10);
- Opera 17: con un armamento totale previsto di un 75/27 Mod. 1906, che puntava sulla strada che conduce al passo di Pennes.

Si decise di dividere la parte di sbarramento ultimato in 7 gruppi, con al comando l'Opera 18, tra l'altro completamente allestita come "opera tipo". I 2 ricoveri in caverna ultimati erano previsti per ospitare 2 nuclei armi supplementari, pronti a difendere ulteriormente lo sbarramento presso il rio di Mules.
Sulla riva sinistra del rio del Dosso (ted. Eggertaler Bach) si erano previsti alcuni ostacoli contro le forze corazzate, oltre agli specifici ostacoli per la strada e la ferrovia.
Non fu prevista una riattivazione in ambito NATO di questo sbarramento.

## Tabella delle opere dello sbarramento
|            | Tipo           | Fuc. MTR | MTR | Cann A.C.  | Osserv. | Mortai | Note           |
| ---------- | -------------- | -------- | --- | ---------- | ------- | ------ | -------------- |
| Opera 1    | Piccola CLS    | -        | 2   | 1          | -       | -      | -              |
| Opera 1bis | Piccola CAV    | -        | 1   | 1          | -       | -      | -              |
| Opera 2    | Piccola CLS    | -        | 2   | -          | -       | -      | -              |
| Opera 2bis | Piccola CLS    | -        | -   | 1          | -       | -      | -              |
| Opera 3    | Media CLS      | -        | 4   | -          | -       | -      | -              |
| Opera 4    | Media CAV      | -        | 3   | -          | -       | -      | -              |
| Opera 5    | Media RCC/CLS  | 1        | 3   | -          | -       | -      | Proiettore     |
| Opera 6    | Media RCC/CLS  | -        | 3   | 1          | -       | -      | -              |
| Opera 7    | Grande CAV     | -        | 5   | -          | 1/c     | -      | -              |
| Opera 8    | Media CAV      | -        | 4   | -          | -       | -      | -              |
| Opera 9    | Grande CLS     | 3        | 4   | -          | 1/t     | -      | -              |
| Opera 10   | Media CLS      | 1        | 3   | -          | -       | -      | -              |
| Opera 11   | Media CLS      | 1        | 2   | -          | -       | -      | -              |
| Opera 12   | Media CLS      | -        | 3   | -          | -       | 2      | -              |
| Opera 13   | Grande RCC/CLS | 1        | 4   | -          | -       | 2      | Proiettore     |
| Opera 14   | Media RCC/CLS  | -        | 4   | -          | 1/t     | -      | -              |
| Opera 15   | Media RCC/CLS  | -        | 4   | -          | -       | -      | -              |
| Opera 16   | Grande CAV     | -        | 2   | 2 (100/17) | -       | -      | -              |
| Opera 17   | Grande CAV     | -        | 2   | 2 (75/27)  | -       | -      | -              |
| Opera 18   | Grande RCC/CLS | -        | 5   | -          | 1/t     | -      | Comando Sbarr. |
| Opera 19   | Grande RCC/CLS | -        | 5   | -          | -       | 2      | -              |
| Opera 20   | Media CAV      | 2        | 3   | -          | -       | -      | -              |
| Opera 21   | Media RCC/CLS  | 1        | 4   | -          | -       | -      | -              |
| Opera 22   | CAV Ricovero   | -        | 1   | -          | -       | -      | -              |
| Totale     | 24             | 10       | 73  | 4+2+2      | 4       | 6      | -              |

## Descrizione delle opere dello sbarramento

### Opera 1
- Come raggiungere l'opera

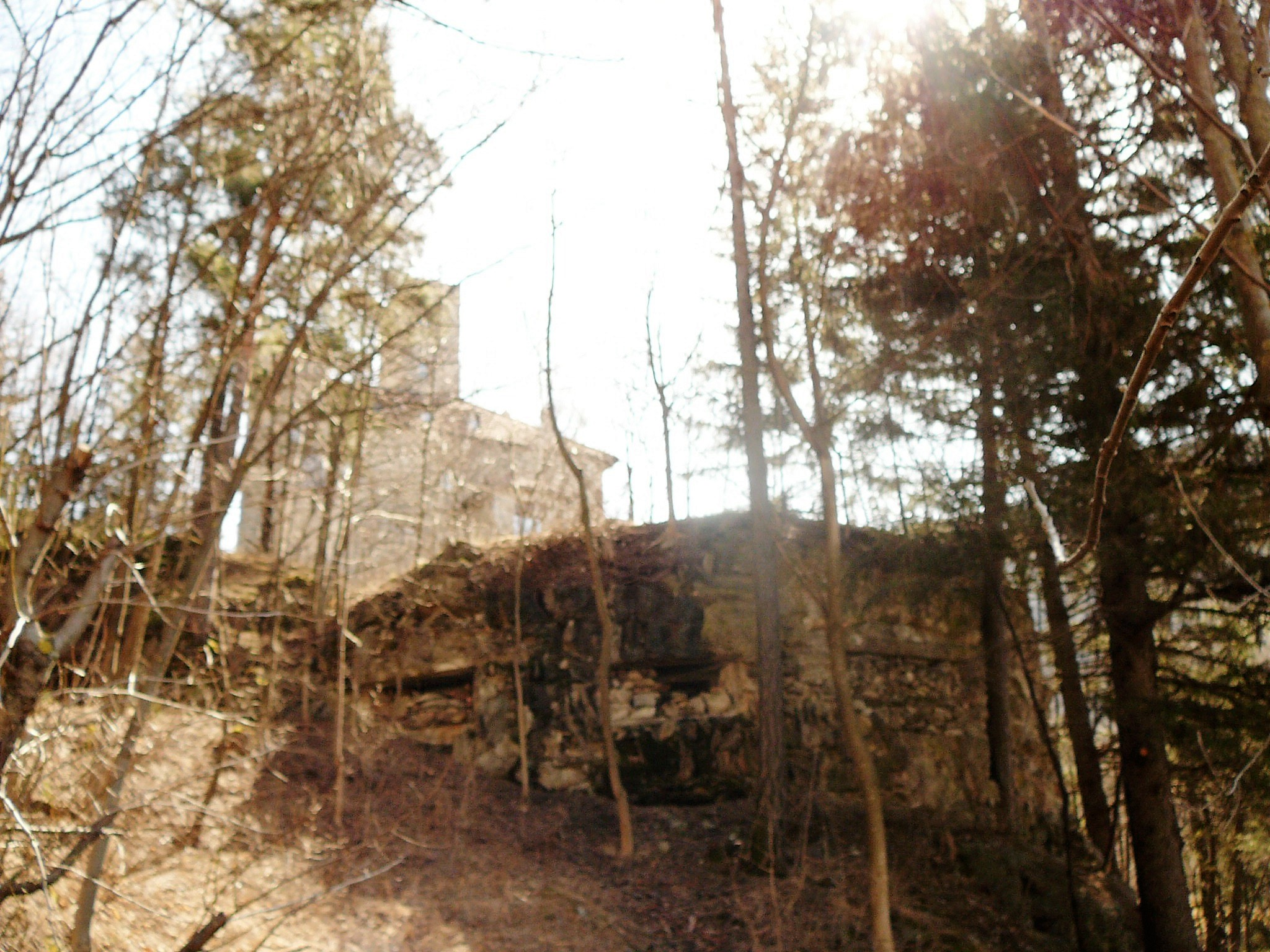
L'opera 1, con dietro il Castel Guelfo

Individuata l'opera 4, e quindi il castel Guelfo, l'opera si trova proprio alle pendici di quest'ultimo, sul lato nord.
- Caratteristiche

L'opera è di piccole dimensioni, e attualmente le sue feritoie sono volontariamente ricoperte da massi. L'opera si trova sul terreno privato dei proprietari del castello.
- Armamento previsto

1 mitragliatrici, 1 cannone a.c.
- Ingressi

L'opera ha almeno 1 ingresso
- Dati relativi a marzo 2008.
- Coordinate geografiche: 46°51′28.46″N 11°30′42.42″E

### Opera 4
- Come raggiungere l'opera

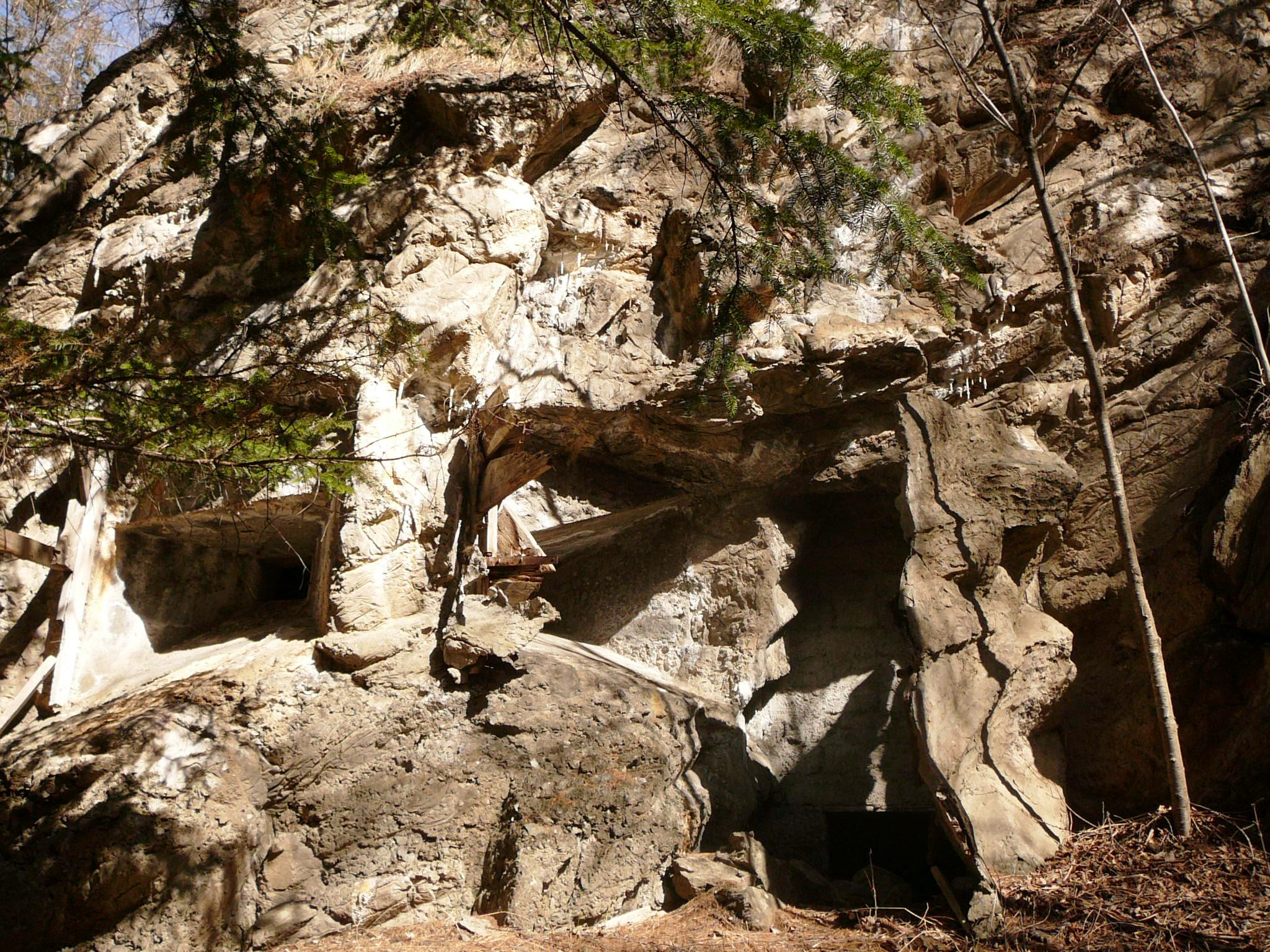
Uno degli ingressi dell'opera 4

L'opera, si trova a nord dell'abitato di Mules; lungo la strada statale, si incontra il Castel Guelfo. Proprio alla destra, in cima alla roccia, e sotto le reti metalliche, si trova l'opera. Essa non è proprio facile da raggiungere, data la sua posizione sopra un costone di roccia.
- Caratteristiche

L'opera è di discrete dimensioni, scavata nella roccia, su un costone roccioso ma anche franoso, infatti è stato messo in sicurezza dall'ANAS con delle reti metalliche. L'opera ha 3 ingressi, di cui uno murato. L'opera è completa per quanto riguarda lo scavo, ma priva di allestimenti.
- Armamento previsto

3 mitragliatrici
- Ingressi

L'opera ha 3 ingressi
- Dati relativi a marzo 2008
- Coordinate geografiche: 46°51′24.11″N 11°30′46.12″E

### Opera 5
- Come raggiungere l'opera

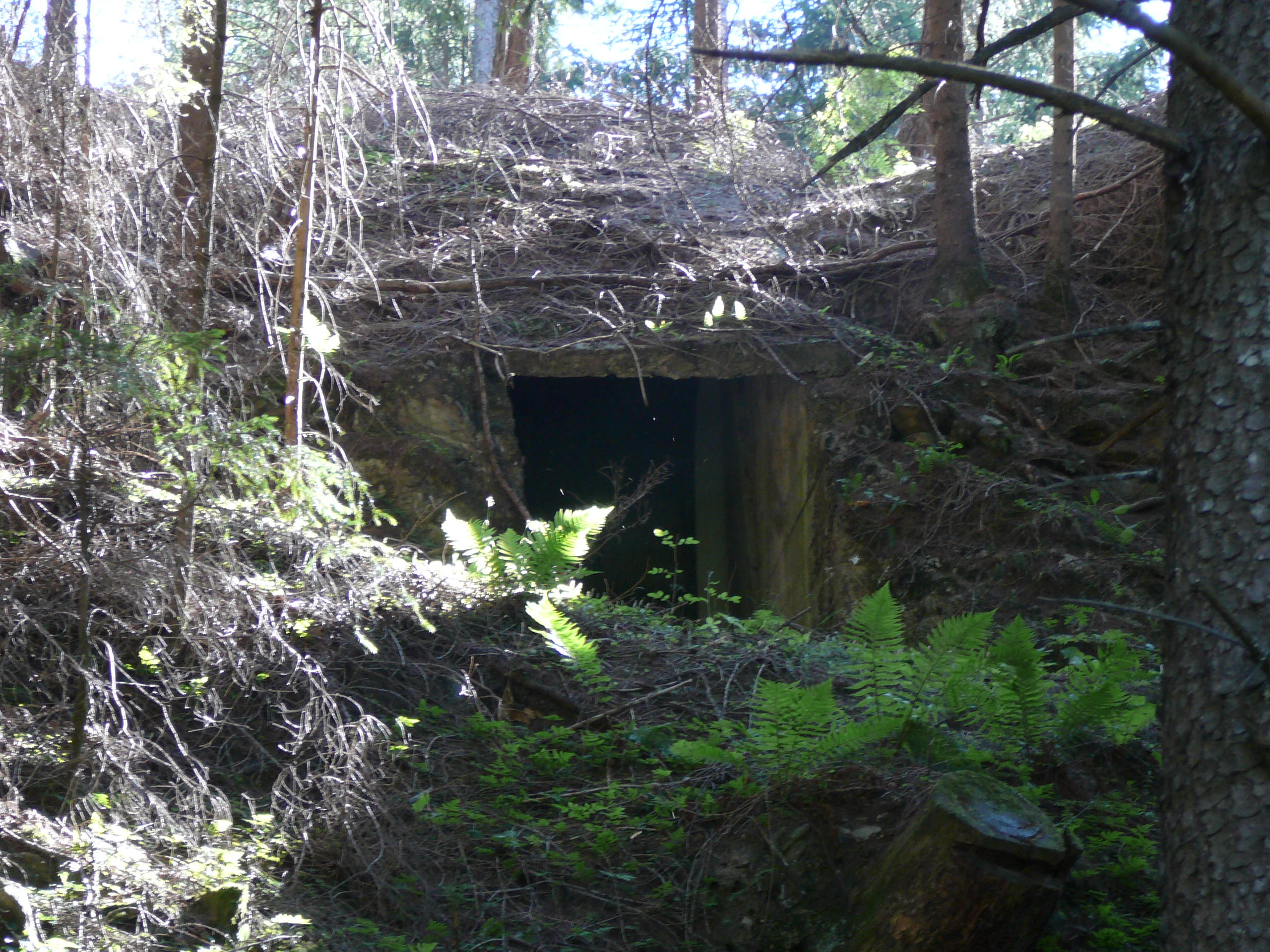
Uno degli ingressi dell'opera 5

L'opera si trova al termine della strada militare che congiunge le opere 14, 15 e 16, ovvero presso una secca curva di una strada sterrata che costeggia il bosco.
- Caratteristiche

Opera di medie dimensioni in calcestruzzo e caverna, e disposta su due piani, ha avuto recentemente dove sono state murate tutte le sue feritoie. Anche in questo caso i due piani sono collegati sia tramite scala a chiocciola che una scala a pioli. All'interno di una sua postazione si trova una particolare botola, forse una caditoia.
- Armamento previsto

3 mitragliatrici ed 1 fucile mitragliatore
- Ingressi

L'opera ha 2 ingressi
- Dati relativi a giugno 2010
- Coordinate geografiche: 46°51′06.11″N 11°30′07.18″E

### Opera 8
- Come raggiungere l'opera

Percorrendo la strada che da Novale di Sotto (Niederried) porta a Stilves, passando l'inizio del sentiero che porta alla via Crucis (Kreuzweg, in tedesco), sulla sinistra si nota l'ingresso dell'opera la sua caponiera e le quattro feritoie.
- Caratteristiche

L'opera è di medie dimensioni, scavata nella roccia. Lo scavo previsto era di 2200 metri cubi, totalmente effettuato, mentre la gettata di calcestruzzo prevista era di 1450 m3, di cui solo 1250 m3 furono eseguiti. Principalmente sviluppata lungo un unico livello eccezion fatta per l'uscita d'emergenza, raggiungibile solamente superando una lunga scalinata a chiocciola. Al suo interno si trovano due turche, una caponiera a difesa dell'ingresso, ed una grande camerata. Grazie alla sua facilità di raggiungimento, il suo interno si presenta danneggiato.
- Armamento previsto

4 mitragliatrici
- Ingressi

L'opera ha 1 ingresso e un'uscita d'emergenza
- Dati relativi a gennaio 2014
- Coordinate geografiche: 46°51′31.86″N 11°30′03.07″E

### Opera 9
- Come raggiungere l'opera

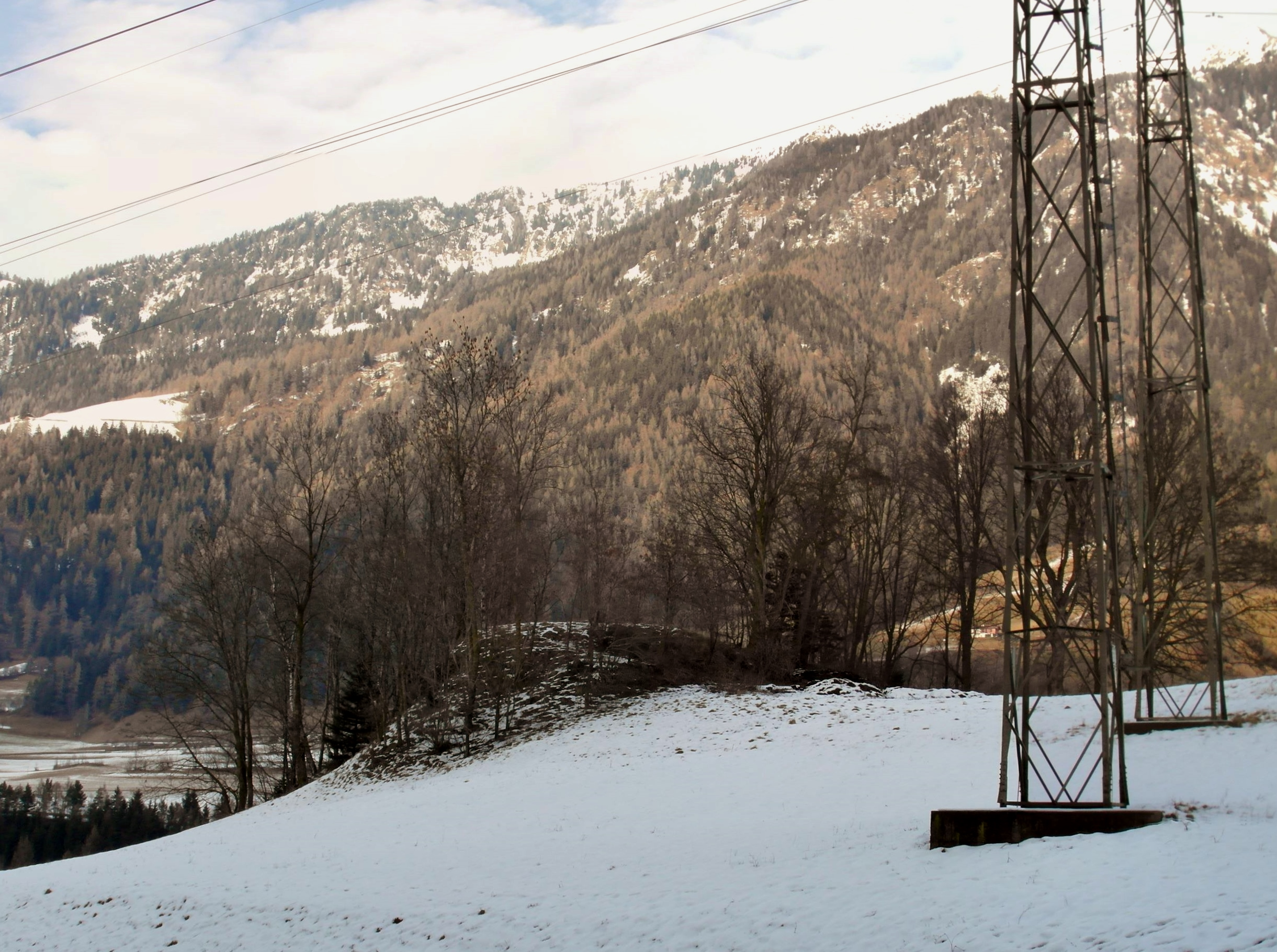
L'opera 9, vista dalla strada

Individuata l'opera 8, dalla parte opposta della strada, ovvero sulla piccola collina in mezzo al campo, si trova l'opera.
- Caratteristiche

L'opera è di grande dimensioni, costruita con il calcestruzzo, e posta in una posizione difficilmente mimetizzabile, anche perché molto scoperta. La sua posizione (e quindi le sue feritoie) permette però una copertura a 360° dell'area che la circonda, anche grazie alla torretta che si trova sulla sua sommità. Il suo interno è distribuito su due livelli collegati sia con una scalinata e con una scala alla amrinara. Al livello superiore si trovano numerose cariole, due più una turche e una particolare rientranza in una camerata, probabilmente un'uscita per la fotofonica.
- Armamento previsto

7 mitragliatrici, 1 torretta
- Ingressi

L'opera è dotata di due ingressi di cui uno impraticabile
- Dati relativi a gennaio 2014
- Coordinate geografiche: 46°51′31.84″N 11°30′10.88″E

### Opera 10
- Come raggiungere l'opera

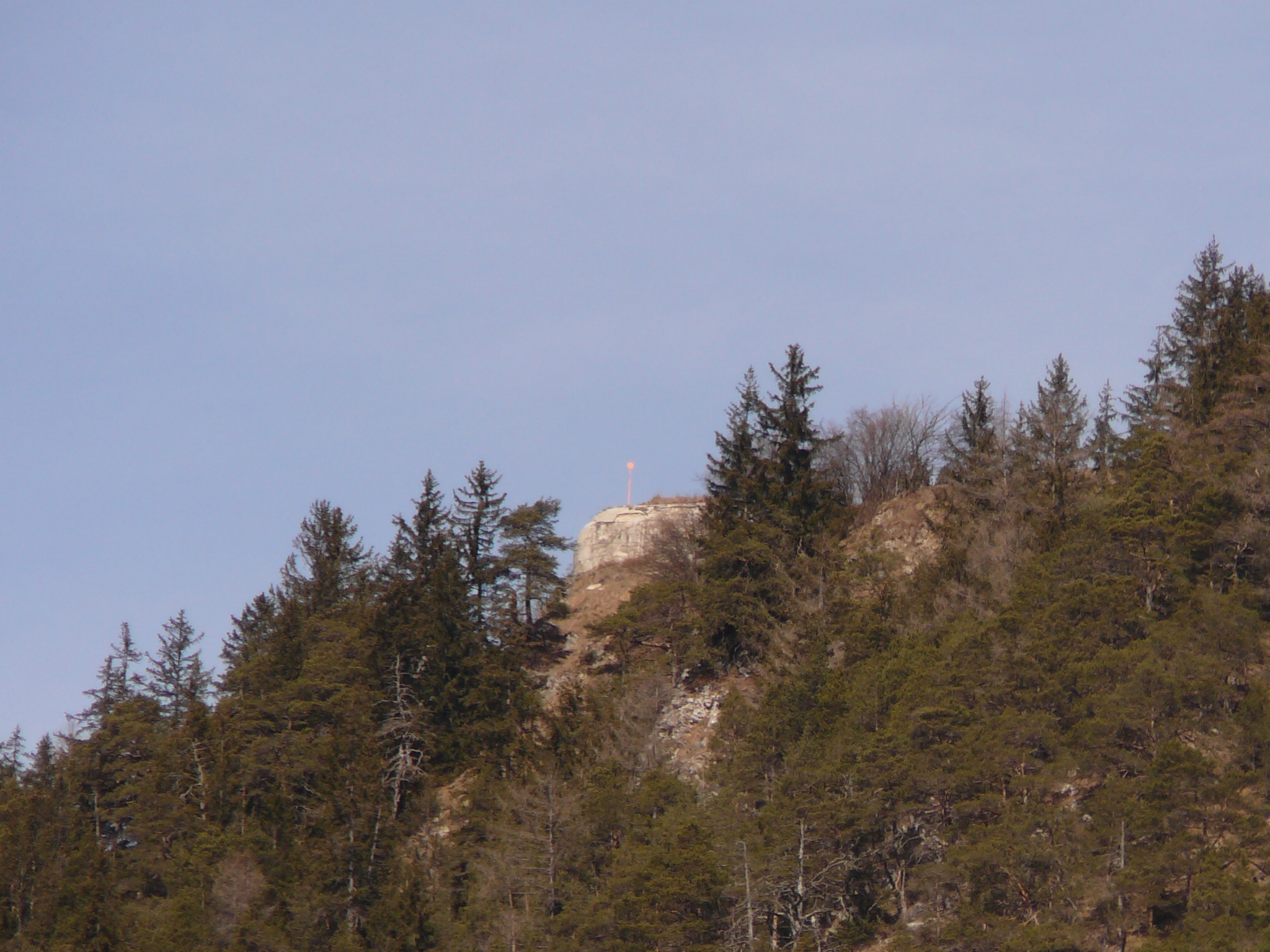
L'opera 10 vista dalla vallata

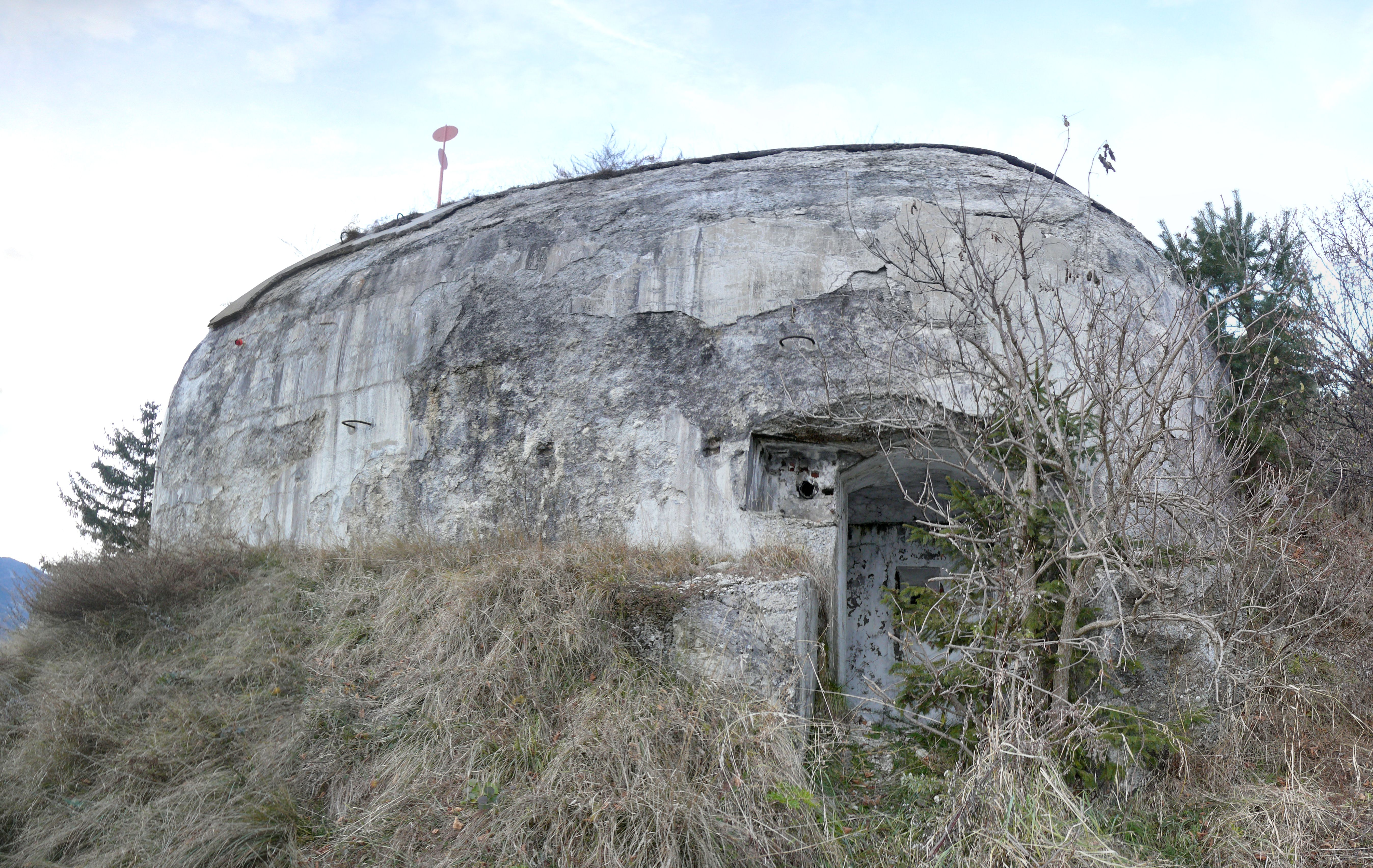
L'opera 10 con uno dei suoi due ingressi

L'opera è ben visibile dalla vallata, ma si trova in cima alla parete rocciosa, a nord del paese, ad una quota di 1238 m poco più a nord dell'antenna che spicca ben visibile anche dalla vallata. L'opera è raggiungibile quindi aggirando il costone roccioso, sia da Mules che da Campo di Trens, raggiungendo il borgo di Flanes di Sotto (ted. Niederflans), e da qui seguendo il sentiero n. 3 che porta all'antenna ripetitrice e quindi all'opera presso Braunboden.
- Caratteristiche

L'opera è di medie dimensioni, costruita con il calcestruzzo, e posta in una posizione che domina l'intera vallata. È dotata di due accessi e si sviluppa su due piani. Al suo interno si trovano i pochi resti delle tubazioni, alcuni pneumatici da motocross, un carrello dell aspesa oltre ad un profondo pozzo, dove con tutta probabilità doveva essere costruita una scalinata per raggiungere un eventuale osservatorio.
- Armamento previsto

3 mitragliatrici e 1 fucile mitragliatore
- Ingressi

due ingressi
- Dati relativi a novembre 2012
- Coordinate geografiche: 46°51′37.68″N 11°31′12.38″E

### Opera 11
- Come raggiungere l'opera

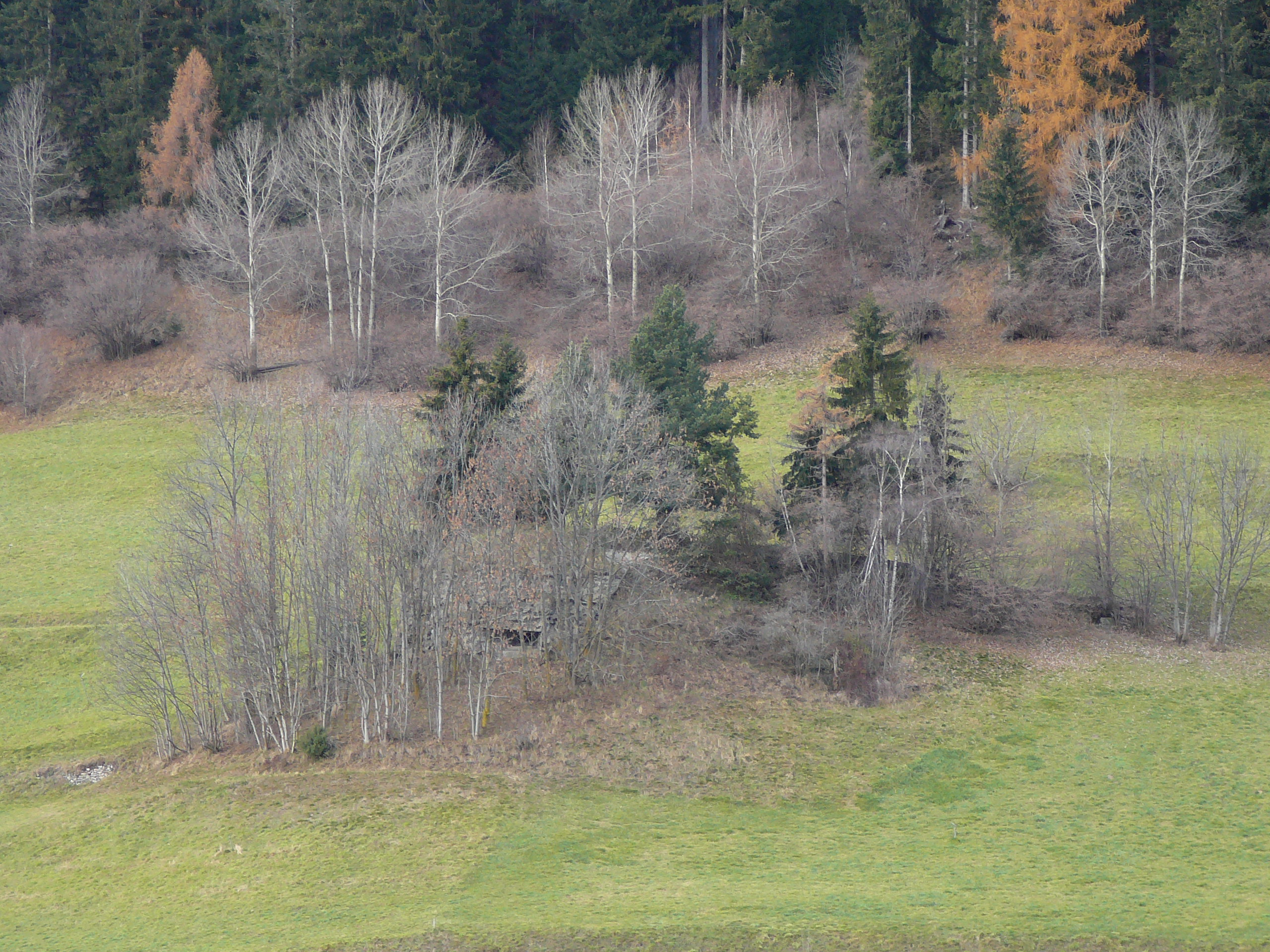
Vista dell'opera 11 dall'opera 12

L'opera è facilmente raggiungibile una volta che si è giunti presso il borgo di Flanes di Sotto (ted. Niederlens). Da Flanes, si segue il sentiero n. 2A e dopo un centinaio di metri si passa accanto all'opera.
- Caratteristiche

L'opera è di medie dimensioni, costruita con il calcestruzzo, e assieme all'opera 12 doveva prevenire l'aggiramente dello sbarramento sul lato est.
- Armamento previsto

2 mitragliatori ed 1 fucile mitragliatore
- Ingressi

- Dati relativi a novembre 2012
- Coordinate geografiche: 46°51′53.28″N 11°31′36.11″E

### Opera 12
- Come raggiungere l'opera

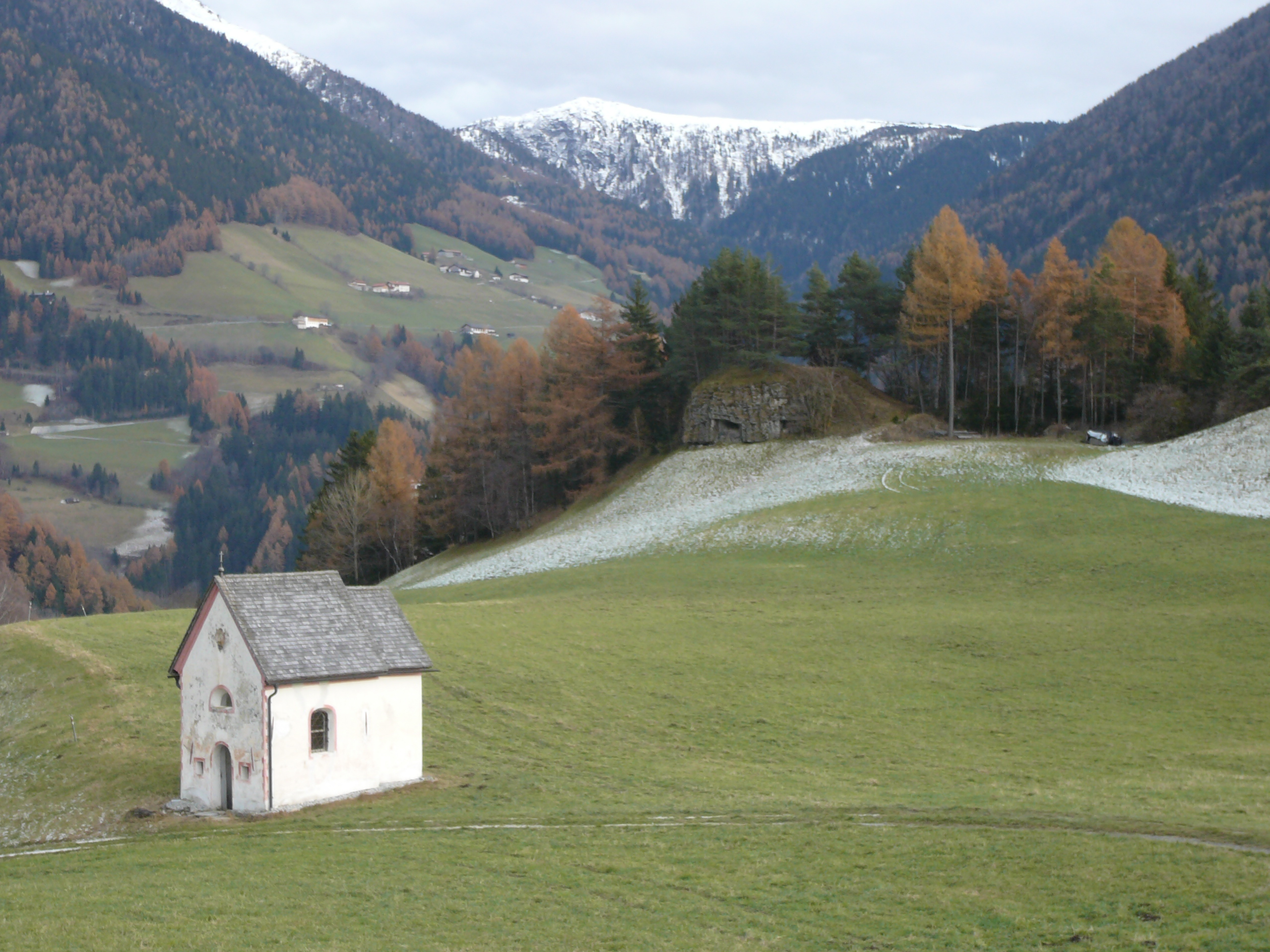
L'opera 12 ripresa presso la piccola cappella

L'opera è facilmente raggiungibile una volta che si è giunti presso il borgo di Flanes di Sotto (ted. Niederflans). Da Flanes, si segue il sentiero n. 3A e dopo un centinaio di metri, superata la piccola cappella, si passa sotto all'opera.
- Caratteristiche

L'opera è di medie dimensioni, costruita con il calcestruzzo, e assieme all'opera 11 doveva prevenire l'aggiramente dello sbarramento sul lato est. L'opera è dotata di due piani, e con 2 ingressi.
- Armamento previsto

3 mitragliatori e 2 mortai
- Ingressi

2 ingressi
- Dati relativi a novembre 2012
- Coordinate geografiche: 46°51′43.35″N 11°31′40.51″E

### Opera 14
- Come raggiungere l'opera

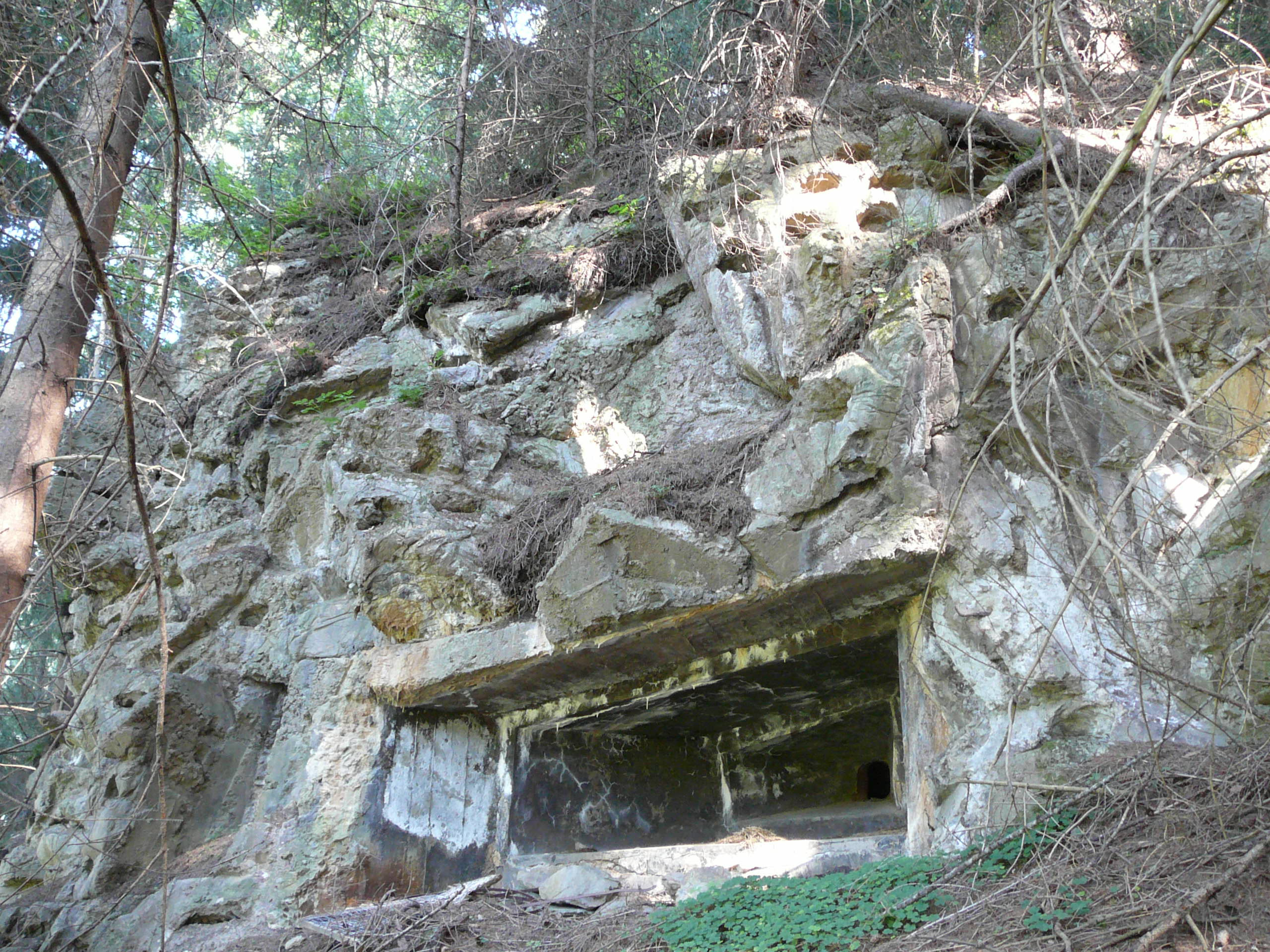
Una feritoia dell'opera 14, vista dalla strada

L'opera 14 si trova nei pressi del centro abitato di Fuldres (Pfulters). Prima dell'inizio del paese, sulla sinistra si notano le feritoie dell'opera. Per semplificare la ricerca basterebbe seguire la strada militare che congiunge le opere 5, 14, 15 e 16.
- Caratteristiche

L'opera è di medie dimensioni, costruita in roccia e calcestruzzo. L'opera è disposta su due livelli ed è del tutto simile all'opera 15, tranne che questa presenta anche al piano inferiore delle postazioni. La sua torretta è resa inaccessibile dalla mancanza della scala a pioli. Il secondo ingresso è collegato all'opera tramite delle scale interrotte da una parte dove queste mancano, dove quindi si presenta una sorta di scivolo. L'opera al suo interno presenta alcune botole, che potrebbero rappresentare delle uscite di emergenza.
L'opera è passata dal demanio militare a quello patrimoniale dello stato con il decreto interdirettoriale n.1396 del 14 dicembre 2009. Questa è collocata nel catasto del comune di Stilves alla P.T. 286/II - F.M. n. 10 con particella fondiaria n. 2218/2 e ricopre una supercifie di 397 m2.
- Armamento previsto

4 mitragliatrici, 1 torretta
- Ingressi

L'opera ha 2 ingressi
- Dati relativi a giugno 2010
- Coordinate geografiche: 46°51′04.28″N 11°30′14.65″E

### Opera 15

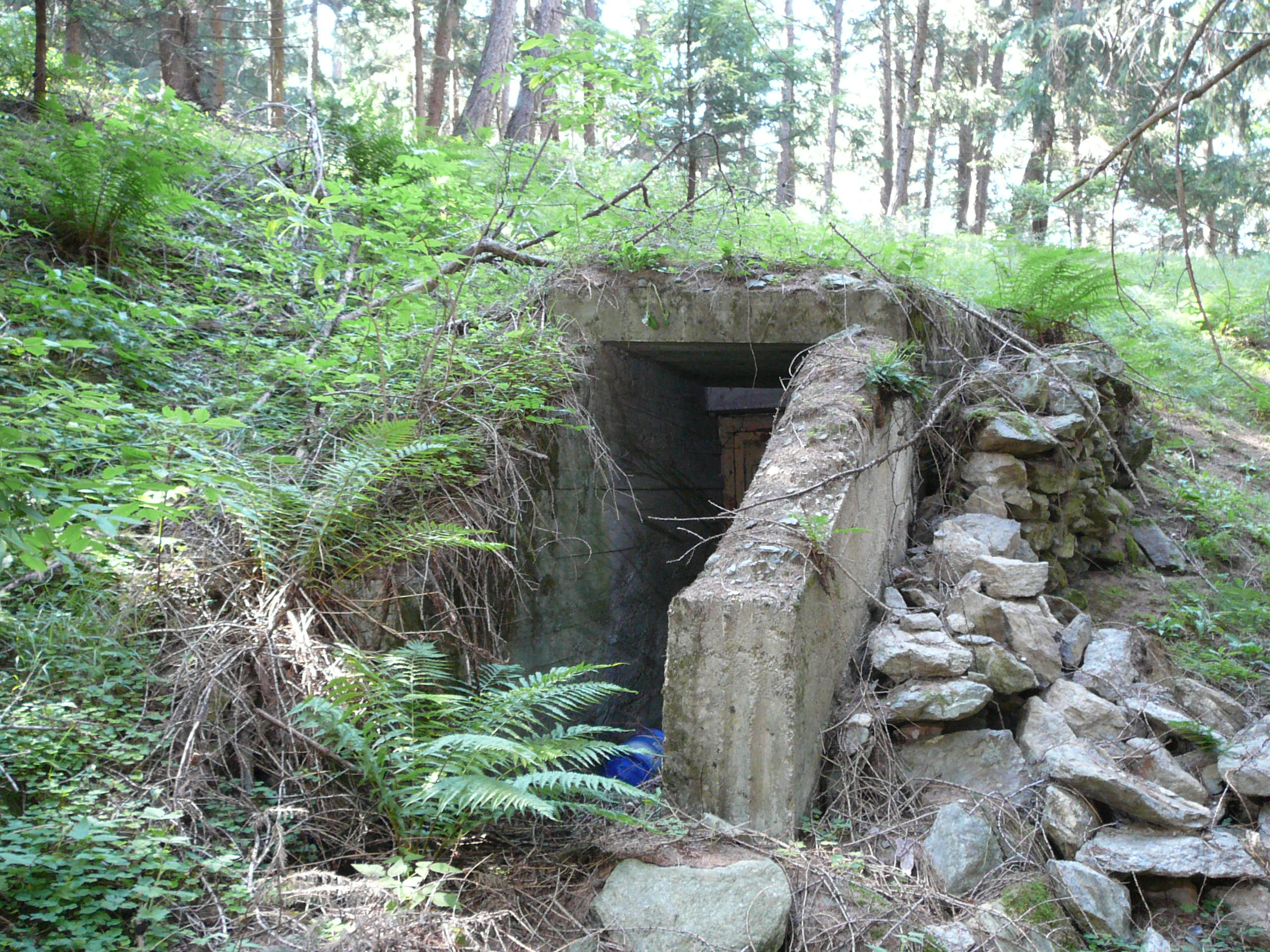
Ingresso opera 15

- Come raggiungere l'opera

Dalla strada statale, si prende lo svincolo per Fuldres e Novale (Ried). Al primo incroco si prende la strada a sinistra, che porta alla stazione, sotto l'autostrada e quindi raggiunge un primo agglomerato di case. Parcheggiando quindi qui e andando verso il bosco, sulla destra si riesce a distinguere la presenza del bunker.
- Caratteristiche

L'opera è di medie dimensioni, costruita in roccia e calcestruzzo. Essa ha un'entrata principale, una comoda uscita di emergenza, ed infine un'altra uscita di emergenza, costituita da uno strettissimo canale. L'opera è sicuramente ultimata per quanto riguarda la parte di scavo, mentre per l'allestimento, si è adoperato solo per i circuiti elettrici. L'opera è costituita da due piani, solo in quello superiore sono presenti le 4 feritoie. L'opera è del tutto simile all'opera 14, anch'essa disposta su due piani, collegati da una scala a chiocciola e da una a pioli.
- Armamento previsto

4 mitragliatrici
- Ingressi

L'opera ha 2 ingressi, ed una via di fuga
- Dati relativi a giugno 2010
- Coordinate geografiche: 46°51′00.87″N 11°30′23.06″E

### Opera 16
- Come raggiungere l'opera

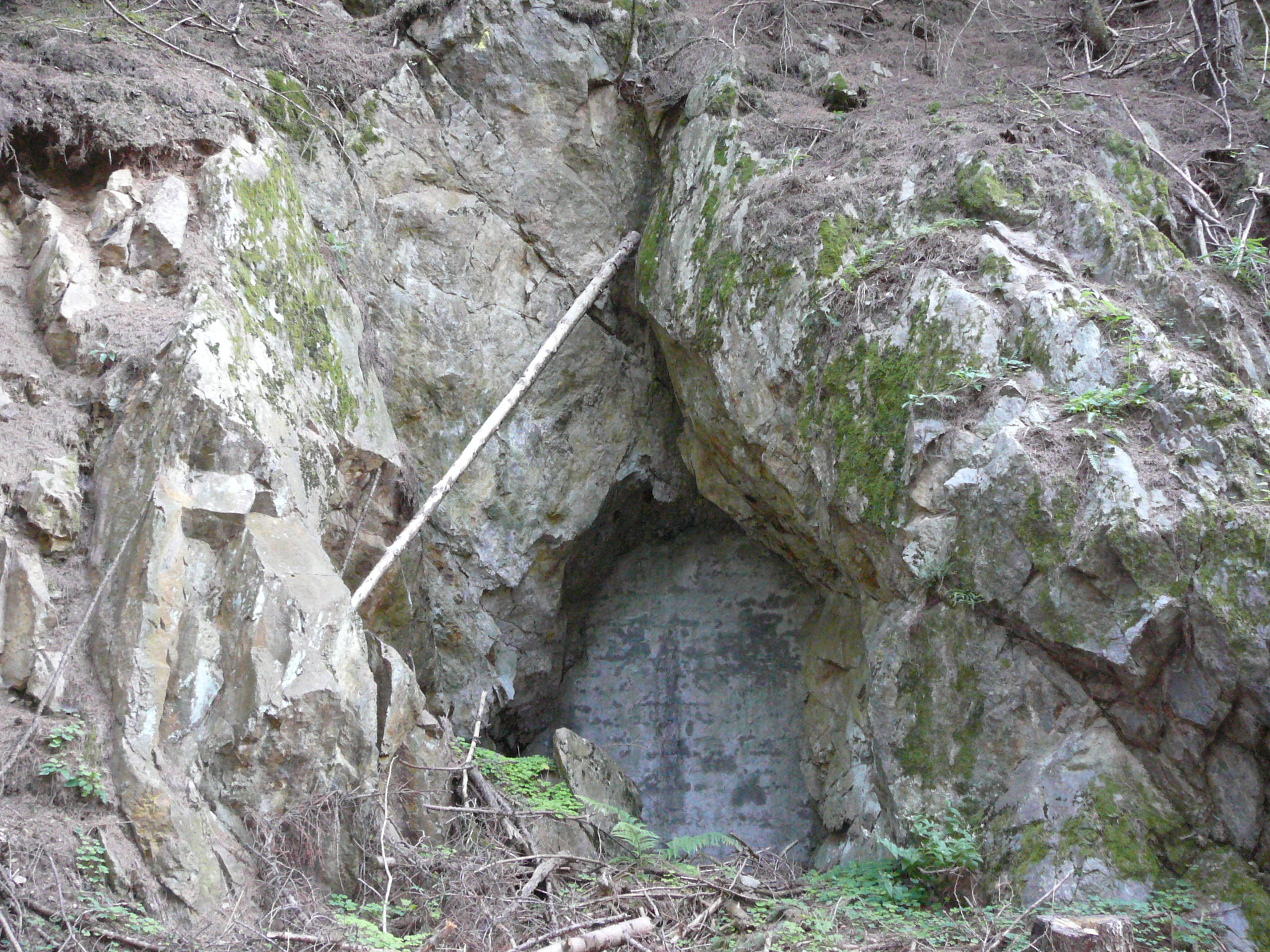
Ingresso opera 16

L'opera si trova sulla strada militare che congiunge le opere 5, 14, 15 e 16. E ha un accesso murato che da proprio sulla stradina.
- Caratteristiche

Opera grande in caverna, è rimasta solamente a livello di scavo, e alcune delle pareti del soffitto sono addirittura crollate. L'opera si estende molto in orizzontale, e presenta anche circa 60 gradini che portavano ad una ipotetica postazione più elevata. Poi l'opera aveva altre 3 feritoie, dove erano addirittura previsti in due di queste pue pezzi da 100/17.
- Armamento previsto

Due cannoni da 100/17
- Ingressi

Un ingresso
- Dati relativi a marzo 2011
- Coordinate geografiche: 46°50′56.92″N 11°30′22.66″E

### Opera 18
- Come raggiungere l'opera

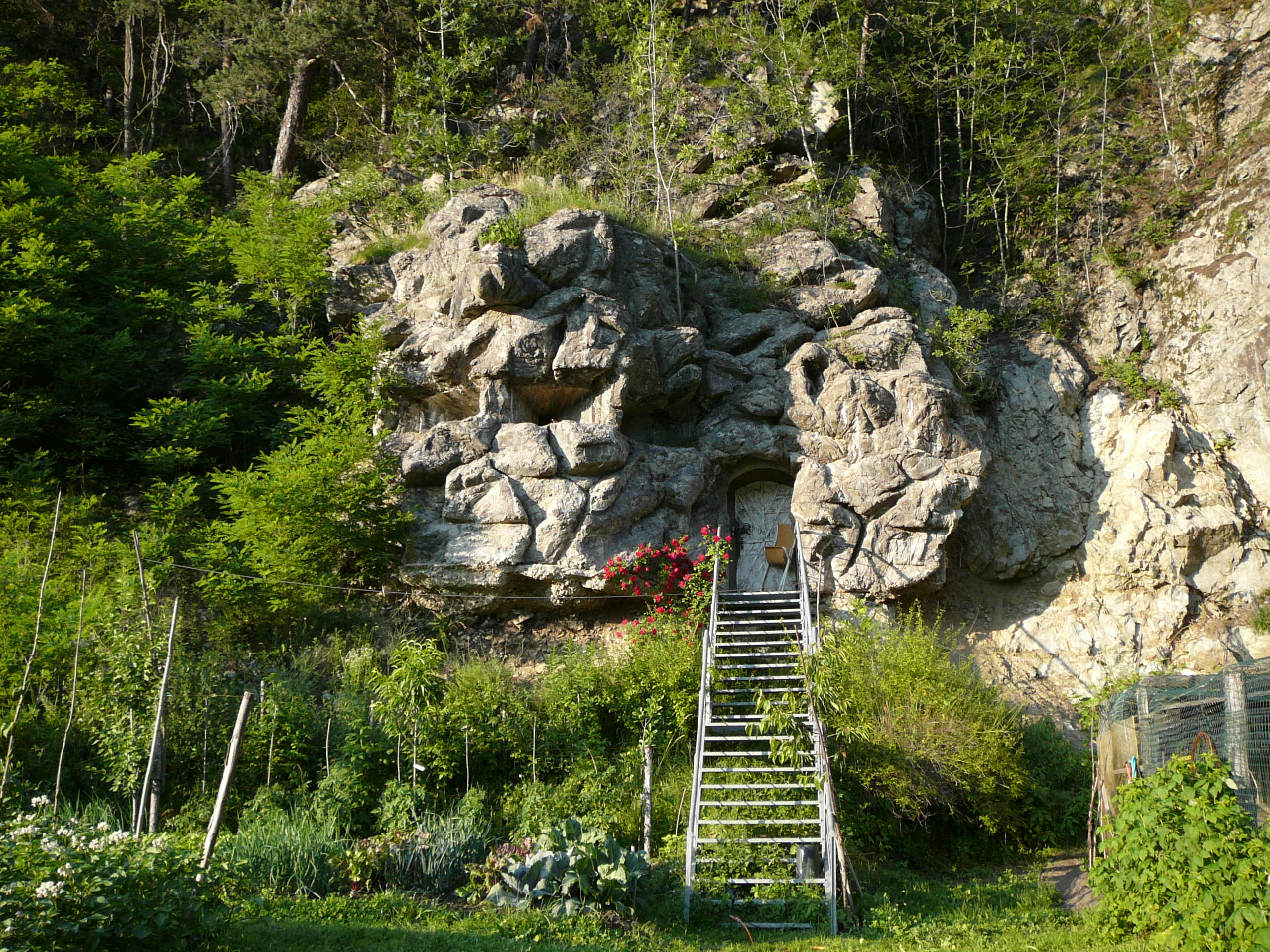
Il nuovo ingresso dell'opera 18

L'opera, si trova a sud dell'abitato di Mules; dalla strada statale, si va in direzione del centro abitato, svoltando a destra alla prima strada. L'opera si trova al limite del bosco; la si può raggiungere seguendo la strada sterrata.
- Caratteristiche

L'opera è di grandi dimensioni, costruita in calcestruzzo, misto roccia. Ha una torretta con una particolare struttura affusolata e un particolare mimetismo in pietra.
Quest'opera fu quella a capo di tutto lo sbarramento di Mules.
Purtroppo recentemente a ridosso dell'ingresso è stato costruito un pollaio, e quindi l'ingresso, oltre ad essere murato è inagibile. Dopo essere stata acquistata da un locale, si è anche costruita una scala in acciaio, che conduce all'altezza del vecchio ingresso.
- Armamento previsto

5 mitragliatrici
- Ingressi

L'opera ha 1 ingresso
- Dati relativi a giugno 2010
- Coordinate geografiche: 46°51′09.57″N 11°31′25.04″E